# إي ثري هاريل بيك 2007
إي ثري هاريل بيك 2007 هو سباق دراجات هوائية من فئة  سباق يوم واحد، وهو الموسم الخمسين من إي ثري هاريل بيك، وأقيم في 31 مارس 2007 ضمن سباقات طواف أوروبا للدراجات 2006–07.
فاز بالمركز الأول توم بونن، وبالمركز الثاني فابيان كانسيليرا، وبالمركز الثالث ماركوس بورغهاردت.

## التصنيف العام النهائي
| التصنيف العام         | التصنيف العام    | التصنيف العام    | التصنيف العام | التصنيف العام |
| العداء                | العداء           | الفريق           | الوقت         |               |
| --------------------- | ---------------- | ---------------- | ------------- | ------------- |
| 1                     | توم بونن         | دكونيك كويك ستب  | 4 س 55 د 36 ث |               |
| 2                     | فابيان كانسيليرا | تينكوف           | + 0 ث         |               |
| 3                     | ماركوس بورغهاردت | T-Mobile ‏        | + 0 ث         |               |
| 4                     | مانويل كوينزياتو | Liquigas ‏        | + 0 ث         |               |
| 5                     | ألان يوهانسن     | تينكوف           | + 42 ث        |               |
| 6                     | Roy Sentjens ‏    | لوتو سودال       | + 46 ث        |               |
| 7                     | فيليب جيلبير     | إف دي جي         | + 46 ث        |               |
| 8                     | بادن كوك         | Cycle Collstrop ‏ | + 46 ث        |               |
| 9                     | ستيوارت اوغرادي  | تينكوف           | + 46 ث        |               |
| 10                    | أليساندرو بلان   | فريق الإمارات    | + 46 ث        |               |
|                       |                  |                  |               |               |
| مصدر: ProCyclingStats |                  |                  |               |               |

## وصلات خارجية
- لمحة عن سباق إي ثري هاريل بيك 2007 على موقع  ProCyclingStats   (برو  سايكلنج  ستاتس) - إحصاءات  محترفي  الدراجات.
- إي ثري هاريل بيك 2007 على موقع إحصائيات الدراجات الإحترافية (الإنجليزية)